# محمد اوشال
محمد اوشال (زادهٔ ۲۰ آبان ۱۳۲۰ در تهران – درگذشتهٔ ۲۹ دی ۱۳۹۵ در لندن) آهنگساز، تنظیم‌کننده و رهبر ارکستر اهل ایران بود.

## زندگی
اوشال در ۲۰ آبان ۱۳۲۰ در تهران به دنیا آمد و ۲۹ دی ۱۳۹۵ در لندن درگذشت. وی سال‌ها ساکن لندن بود. ساز تخصصی اوشال ترومبون بود. همچنین وی باجناق شهبال شبپره بنیانگذار و رهبر گروه بلک کتس بود.

## آثار

### آهنگسازی
| خواننده | نام ترانه | کلام            | آهنگ       | تنظیم      |
| ------- | --------- | --------------- | ---------- | ---------- |
| ابی     | روستایی   | ایرج جنتی عطایی | محمد اوشال | محمد اوشال |
| فرهاد   | خسته      | تورج نگهبان     | محمد اوشال | محمد اوشال |
| فرهاد   | اسیر شب   | عباس صفاری      | محمد اوشال | محمد اوشال |
| ابی     | عید نوروز | ایرج جنتی عطایی | محمد اوشال | محمد اوشال |

### تنظیم‌
از تنظیم‌های وی می‌توان به موارد زیر اشاره کرد:
| خواننده         | نام ترانه           | کلام              | آهنگ            | تنظیم                  |
| --------------- | ------------------- | ----------------- | --------------- | ---------------------- |
| فریدون فرخزاد   | هم‌پیمان             | ایرج جنتی عطایی   | پرویز اتابکی    | محمد اوشال             |
| فریدون فرخزاد   | آداجیو              | ایرج جنتی عطایی   | توماسو آلبینونی | محمد اوشال             |
| مرتضی برجسته    | دادا جان            | ایرج جنتی عطایی   | بابک بیات       | محمد اوشال             |
| مرتضی برجسته    | گمشده               | ایرج جنتی عطایی   | بابک بیات       | محمد اوشال             |
| ستار            | مرثیه (شام آخر)     | ایرج جنتی عطایی   | بابک بیات       | بابک بیات و محمد اوشال |
| ستار            | شب و دیوار          | ایرج جنتی عطایی   | بابک بیات       | محمد اوشال             |
| گوگوش           | یک نفر یه روز میاد  | ایرج جنتی عطایی   | بابک بیات       | محمد اوشال             |
| ابی             | مولای سبزپوش        | ایرج جنتی عطایی   | بابک بیات       | محمد اوشال             |
| ابی             | سبد                 | ایرج جنتی عطایی   | بابک بیات       | بابک بیات - اوشال      |
| ابی             | خاکستری             | ایرج جنتی عطایی   | بابک بیات       | محمد اوشال             |
| داریوش-ابی-ستار | خونه                | ایرج جنتی عطایی   | بابک بیات       | محمد اوشال             |
| داریوش          | خورشید خانوم        | ایرج جنتی عطایی   | بابک بیات       | محمد اوشال             |
| عارف            | نبض من برای ایران   | هُدا               | رافی            | محمد اوشال             |
| وفا             | اوج                 | جهانبخش پازوکی    | آرشام قهرمانیان | محمد اوشال             |
| ضیا             | لاو سانگ            | ترانۀ انگلیسی     | اروین دارک      | محمد اوشال             |
| حسن شماعی زاده  | نرفتن و موندن       | مسعود محمودی آذری | مارسل           | محمد اوشال             |
| گیتی            | شب من               | سعید دبیری        | خشنود           | محمد اوشال             |
| گیتی            | شکوه سبزه زار       | ایرج جنتی عطایی   | موزارت          | محمد اوشال             |
| گیتی            | باغ سنگی            | ایرج جنتی عطایی   | چایکوفسکی       | محمد اوشال             |
| گیتی            | Yesterday once more | ریچارد کارپنترز   | ریچارد کارپنترز | محمد اوشال             |
| نلی             | حباب                | عباس صفاری        | پرویز اتابکی    | محمد اوشال             |
| رامش            | از خودم بدم میاد    | شهیار قنبری       | فریبرز لاچینی   | محمد اوشال             |
| رامش            | بگو                 | مینا اسدی         | پرویز اتابکی    | محمد اوشال             |
| علی سهراب       | خاکستری             | ایرج جنتی عطایی   | بابک بیات       | محمد اوشال             |